# Bethlehemkerk (Hengelo)
De Bethlehemkerk is een kerkgebouw aan de Oelerweg in het Overijsselse Hengelo. Het bouwwerk is een gemeentelijk monument.

## Geschiedenis
In 1926 vond de Hervormde Gemeente in Hengelo dat het dringend noodzakelijk was een tweede kerk te bouwen gezien de steeds groeiende gemeente. Pas aan het begin van de dertiger jaren begonnen die gesprekken serieuze vorm te krijgen. Doordat een conflict over grond met de gemeente Hengelo gunstig uitviel voor het kerkbestuur, was er geld voor een nieuw kerkgebouw. Er waren toen vier terreinen die in aanmerking kwamen voor de bouw: westelijk van de Oelerweg, ten noorden van de Tuindorpvijver, het terrein tussen de spoorweg en de Krabbenbosweg, en het terrein ten oosten van de Oelerweg. Laatstgenoemde locatie werd uiteindelijk gekocht voor ƒ 11.000 .
Als architect werd dhr. A. K. Beudt aangetrokken. Hij moest zich echter laten assisteren door iemand met verstand van kerkgebouwen.
In september 1932 kwam dhr. Beudt met tekeningen en offerte: ƒ 65.000 inclusief luidklok en uurwerk, maar zonder orgel. Op 27 oktober 1933 werd definitief tot de bouw van de kerk besloten.
De firma J. van Egteren kreeg de opdracht voor de bouw van de kerk, die op 18 oktober 1934 officieel in gebruik werd genomen.
De architect Beudt overleed echter al voor de ingebruikname van de kerk. Zijn functie werd overgenomen door dhr. P. van Broekhuizen.
Op de middag van de ingebruikname werd er een gedenksteen aan de voorkant van het kerkgebouw ingemetseld, met daarop de naam van de President kerkvoogd: A.W.A. Lucas. Achter de gedenksteen werd een oorkonde ingemetseld met daarop een gedicht van dhr. Meyling:
Al zijn de dagen duister,
al lijkt het veelal nacht
toch rijst de Kerk in luister
tot Godes eer en macht.
Gij klokke, hoog verheven,
verhef uw klare stem,
roep door dit korte leven,
vertrouw toch steeds op hem.
Klink’ wat de tijd ook stoop
het onvergank’ lijk Woord
in ’t stralend huis de Hope
door d’eeuwen machtig voort!

## Tweede Wereldoorlog
In de Tweede Wereldoorlog heeft de kerk nog een kleine rol gespeeld als onderduikadres. Het bleek dat er een grote ruimte was onder de vloer van de kerk. Een opening in de muur van de verwarmingskelder gaf toegang tot deze ruimte die niet door de bezetter ontdekt werd.

## Huidige functie
De Hervormde Gemeente en de Gereformeerde Kerk, inmiddels "Samen op Weg", de SOW-gemeente Hengelo vormend, besloten in 2001 de Bethlehemkerk en de Ark af te stoten vanwege de terugloop van het aantal leden in Hengelo. 
Nadat de kerk haar deuren sloot werd het pand gekocht door een projectontwikkelaar, waarna architectenbureau Groothuis+Postma het gemeentelijk monument betrok.
Na het faillissement van het architectenbureau is het voormalig kerkgebouw in mei 2016 in gebruik genomen door een internetbedrijf.